# 2019年島根県議会議員選挙
2019年島根県議会議員選挙（2019ねんしまねけんぎかいぎいんせんきょ）は、2019年（平成31年）4月7日に投票が行われた島根県議会の議員を改選するための一般選挙である。

## 概要
県議会議員の4年の任期満了に伴う選挙である。なお、島根県議会議員選挙は1947年（昭和22年）4月に実施された第1回の選挙からいずれも統一地方選挙の日程で実施されている。
2019年3月29日に告示され、定数37に対し48人が立候補。無投票当選が決まった選挙区は4つだった。
同日選挙の島根県知事選挙にて、自民党の県議会議員の対応が割れ分裂選挙になったことも注目の要因となった。

## 選挙データ
- 告示日:2019年3月29日
- 投開票日:2019年4月7日
- 改選議席数:37議席
- 選挙区:12選挙区（うち4選挙区で無投票）

- 立候補者:44名（うち4名が無投票当選）

自由民主党:19名
立憲民主党:2名
国民民主党:1名
公明党:2名
日本共産党:2名
無所属:18名

## 当選者
自民党 
 公明党 
 立憲民主党   国民民主党 
 共産党   無所属 
| 松江市         | 福田正明 | 吉野和彦   | 岩田浩岳   |
| 松江市         | 川上大   | 五百川純寿 | 白石恵子   |
| 松江市         | 細田重雄 | 角智子     | 小沢秀多   |
| 松江市         | 尾村利成 | 加藤勇     |            |
| 浜田市         | 大屋俊弘 | 岡本昭二   | 須山隆     |
| 出雲市         | 原拓也   | 多々納剛人 | 園山繁     |
| 出雲市         | 森山健一 | 遠藤力一   | 高見康裕   |
| 出雲市         | 池田一   | 成相安信   | 大国陽介   |
| 益田市         | 中島謙二 | 平谷昭     | 田中八洲男 |
| 大田市         | 生越俊一 | 内藤芳秀   |            |
| 安来市         | 田中明美 | 嘉本祐一   |            |
| 江津市         | 坪内涼二 |            |            |
| 仁多郡         | 絲原徳康 |            |            |
| 雲南市・飯石郡 | 山根成二 | 高橋雅彦   |            |
| 邑智郡         | 福井竜夫 |            |            |
| 鹿足郡         | 中村芳信 |            |            |
| 隠岐郡         | 吉田雅紀 |            |            |